# Koło (Nowa Wieś-Śladów)
Koło – część wsi Nowa Wieś-Śladów w Polsce położonej w województwie mazowieckim, w powiecie sochaczewskim, w gminie Brochów.
W latach 1975–1998 miejscowość administracyjnie należała do województwa warszawskiego.